# NGC 5510
NGC 5510 (również PGC 50807) – galaktyka nieregularna (IBm/P), znajdująca się w gwiazdozbiorze Panny. Odkrył ją w 1886 roku Ormond Stone.